# Binasco
Binasco este o comună din provincia Milano, Italia. În 2011 avea o populație de 7.183 de locuitori.

## Demografie
Binasco - evoluția demografică

|  | Graficele sunt indisponibile din cauza unor probleme tehnice. Mai multe informații se găsesc la Phabricator și la wiki-ul MediaWiki. |

Date: Recensăminte sau birourile de statistică - grafică realizată de Wikipedia

## Personalități născute aici
- Beatrice Lascaris de Tenda (c. 1372 - 1418), ducesă.